# Пономаренко, Михаил Анатольевич
Михаи́л Анато́льевич Пономаре́нко (род. 21 февраля 1999, Благовещенск, Амурская область, Россия) — российский футболист, вратарь клуба «Талант».

## Карьера
Воспитанник академии санкт-петербургского «Зенита». В 2017 году был арендован словацким «Кошице», но за клуб в официальных матчах на поле не выходил. В июне 2019 года подписал контракт с «Лучом». Летом 2020 года пополнил ряды «Смоленска». В 2021 году защищал цвета клуба «Арсенал-2». В феврале 2022 года перешёл в финский «Кеми Сити». Летом того же года подписал контракт с ОТП. В 2024 году пополнил ряды киргизского «Алая». В чемпионате Кыргызстана дебютировал 29 марта в матче против клуба «Абдыш-Ата» (1:2). С 2025 года защищает цвета клуба «Талант».